# Seydelia kostlani
Seydelia kostlani är en fjärilsart som beskrevs av M.Gaede 1923. Seydelia kostlani ingår i släktet Seydelia och familjen björnspinnare. Inga underarter finns listade i Catalogue of Life.